# ペタル・ストイチェフ
ペタル・ストイチェフ（ブルガリア語: Петър Стойчев、英: Petar Stoychev、1976年10月24日 - ）は、ブルガリアの競泳選手かつオープンウォータースイミング選手。いままでに世界中のあらゆる場所で泳いでおり、オープンウォーターの世界選手権で8回総合優勝している。
モムチルグラト生まれ。2000年のシドニーオリンピックと2004年のアテネオリンピックでともに400m自由形、1500m自由形の2種目に出場したが、いずれも予選で敗退した。
2007年8月25日にドーバー海峡を6時間57分50秒で横断し、2005年にクリストフ・ヴァンドラッチュが記録した7時間3分を破り世界記録を更新した。北京オリンピックではブルガリア選手団の旗手を務め、10kmオープンウォーターと1500m自由形に出場。10kmオープンウォーターでは総合6位で終えたが、1500mでは予選30位で、決勝進出はならなかった。
ドーバー海峡自己ベスト
- 2006年度 - 7時間21分
- 2007年度 - 6時間57分（世界記録）